# Keutapang (Peukan Baro)
Keutapang is een bestuurslaag in het regentschap Pidie van de provincie Atjeh, Indonesië. Keutapang telt 263 inwoners (volkstelling 2010).